# Deba (fleuve)
Pour les articles homonymes, voir Deva.
Le Deba est un fleuve au Guipuscoa, dans la Communauté autonome du Pays basque en Espagne. Il prend sa source à Arlabán, dans le massif d'Elgea (Alava) et se déverse dans la mer Cantabrique (Golfe de Gascogne) au niveau de la commune de Deba.

## Affluents
Ses affluents sont les rivières suivantes : Aramaio, Oñati, Ego, Antzuola et Urkulu.

## Étymologie
Le nom de Deba est peut-être d'origine celte, il pourrait signifier la « Déesse des eaux ».